# Anyphops lucia
Anyphops lucia là một loài nhện trong họ Selenopidae.
Loài này thuộc chi Anyphops. Anyphops lucia được J. A. Corronca miêu tả năm 2005.